# Adriano Banelli
Adriano Banelli (Città di Castello, 5 giugno 1948) è un ex calciatore italiano, di ruolo centrocampista.

## Carriera
Ha disputato tre stagioni in Serie A con la maglia del Catanzaro, segnandovi sei gol in 66 presenze. Il suo esordio avvenne il 3 ottobre 1971 nella sconfitta di Torino contro la Juventus per 4-2. In giallorosso ha inoltre disputato 9 campionati di Serie B, con 270 presenze e 28 reti, conquistando tre promozioni in A (stagioni 1970-1971, 1975-1976 e 1977-1978).
Dopo 12 stagioni nella file del Catanzaro, nell'estate 1979 resta in Calabria trasferendosi alla Reggina in Serie C, dove disputa 20 partite.
È il giocatore che con la maglia del Catanzaro detiene il record di presenze (336 in campionato).

## Palmarès

### Club

#### Competizioni nazionali
- Campionato italiano Serie D: 1

Città di Castello: 1966-1967 (girone C)
- Campionato italiano Serie C1: 1

Cavese: 1980-1981 (girone B)